# Stefan Bieletzke

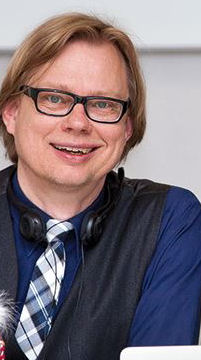
Stefan Bieletzke (2015)

Stefan Bieletzke (* 1. Oktober 1965 in Minden) ist ein deutscher Wirtschaftswissenschaftler und Professor im Fachgebiet Digital Business an der Fachhochschule des Mittelstands Bielefeld.

## Leben
Nach einer Ausbildung zum Bundeswehr-Offizier absolvierte Bieletzke von 1989 bis 1994 ein Studium der Betriebswirtschaftslehre (Schwerpunkte: Marketing, Wirtschaftsinformatik, Umwelt-Management) an der Westfälischen Wilhelms-Universität Münster. Seine Diplomarbeit zu Umwelt-Informationssystemen verfasste Bieletzke am European IBM Environmental Center.
Zwischen 1994 und 1999 war Bieletzke am Lehrstuhl für Wirtschaftsinformatik und Controlling der WWU Münster u. a. im Projekt „Neue Medien in der Lehre“ tätig, wo der Einsatz des WWW in der hochschulischen Lehre erprobt wurde. Im Jahr 1999 schloss er seine Promotion zum Dr. rer. pol. mit dem Thema Simulation der Ökobilanz – modelltheoretische Analyse ökonomischer und ökologischer Auswirkungen bei Heinz Lothar Grob ab. Seit 2001 ist Bieletzke geschäftsführender Inhaber der Trainings-Online Gesellschaft für E-Portale mbH, die unter anderem das Campus-Management-System TraiNex betreibt und fortentwickelt. Im Jahr 2003 wurde Stefan Bieletzke zum Professor an der privaten, staatlich anerkannten Fachhochschule des Mittelstands in Bielefeld ernannt, wo er unter anderem in Senat, Dekanat, Prüfungsausschuss, Digitalem Prozessmanagement und als E-Learning-Beauftragter tätig war.

## Wirken
Zu den Arbeitsschwerpunkten von Stefan Bieletzke zählen E-Learning-Szenarien sowie die prozessorientiert-ganzheitliche  Entwicklung von Campus-Management-Systemen. In seinen Veröffentlichungen versucht Bieletzke die Struktur von Campus-Management-Systemen als Akkreditierungsvorteil herauszuarbeiten und setzt sich für eine ganzheitliche Entwicklung von Systemen zur Unterstützung von Kommunikation, Verwaltung und Lehre ein. Bieletzke ist u. a. als externer Gutachter für institutionelle Akkreditierungen oder für Programmakkreditierungen, für Startup-Wettbewerbe oder als externer Evaluator für internationale Tempus-Projekte der Europäischen Kommission tätig.

## Veröffentlichungen (Auswahl)
- Stefan Bieletzke, Heinz Lothar Grob: Aufbruch in die Informationsgesellschaft. Münster 1997 .
- Stefan Bieletzke: The Lecturer-Topic-Student-Cube: Good case scenarios for using virtual rooms as part of blended learning. Bielefeld 2014. (online)
- Stefan Bieletzke: Basic Relations of Quality, Quality Management and Campus Management Systems. Nizza 2014. (online)

| Personendaten    | Personendaten                        |
| ---------------- | ------------------------------------ |
| NAME             | Bieletzke, Stefan                    |
| KURZBESCHREIBUNG | deutscher Wirtschaftswissenschaftler |
| GEBURTSDATUM     | 1. Oktober 1965                      |
| GEBURTSORT       | Minden                               |